# Gentleman (1995)
Gentleman ist das Kinodebüt von Oskar Roehler. Der Film hatte seine Premiere am 28. Juni 1995 beim Filmfest München. Am 20. Oktober 2006 erschien er auf DVD.

## Handlung
Der Berliner Yuppie Frank Seltsam steht auf schnelle Autos, schöne Frauen, ausgiebigen Sex und harte Drogen. Sein dekadenter Lebenswandel wird eines Tages jäh gestört, als sein Wagen abgeschleppt wird und seine Lieblingsdessous im Kaufhaus ausgehen. Zudem erscheint Germaine, die Frau seiner Träume, in Begleitung eines anderen Mannes auf seiner Party. Sein Frust entlädt sich mit einem kleinen Massaker unter Edelprostituierten in einer Orgie aus Blut, Champagner und Heroin.

## Kritik
Die Filmwebsite kino.de bezeichnet den Film als „experimentelle Satire nach Bret Easton Ellis’ ‚American Psycho‘“. Harald Mühlbeyer meint auf der Website filmzentrale.com, der Film sei „weniger stringent als Roehlers Zweitwerk ‚Silvester Countdown‘, mit einigen Mängeln in Kameraführung, Darstellung, Nachsynchronisation“ und „mit einigen Lücken in der Handlung, in den Beziehungen der Figuren zueinander“. Weiter heißt es: „‚Gentleman‘ ist aufgeladen mit der Mischung aus Bizarrem, Makabrem, Aggressivem, auch Ironischem, die vor allem die frühen Roehler-Filme ausmachte. Böser Witz und harte Gewalt verbinden sich, Erklärungen gibt es nicht, lakonisch führt das Geschehen immer weiter ins Abgründige.“